# صباح الخير (برنامج تلفزيوني روسي)
صباح الخير (بالروسية: Доброе Утро، بالحروف اللاتينية: Dobroye Utro) هو برنامج تلفزيوني صباحي روسي وبرنامج حواري يتم بثه على القناة الأولى (روسيا). ظهر لأول مرة في عام 1986، وبث منذ ذلك الحين.
يعرض البرنامج الأخبار والمقابلات والتنبؤات الجوية. المذيعون الأساسيون هم تاتيانا فيدينييفا (1988-1996، 2000)، لاريسا فيربيتسكايا (1987-2014)، إيكاترينا أندريفا (1992-1993)، أندري مالاخوف (1995-2001)، أرينا شارابوفا (2001 إلى الوقت الحاضر)، يكاترينا ستريزينوفا (1997). —الحاضر)، لاريسا كريفتسوفا (1997–2003)، ألكسندر نيفسكي (1999)، يانا تشوريكوفا (2002)، إيرينا أبيكسيموفا (2006–2008)، بوريس شيرباكوف (2007–2014)[1] ومارينا كيم (2014 إلى الوقت الحاضر).

## فريق البرنامج

### مذيعون تلفزيونيون
- ايكاترينا ستريزينوفا
- يوليا زيمينا
- سفيتلانا زينالوفا
- تيمور سولوفييف
- أولغا أوشاكوفا
- رومان بودنيكوف
- اناستازيا تريجوبوفا
- ايرينا مورومتسيفا
- سيرجي باباييف
- اناستازيا أورلوفا
- بولينا تسفيتكوفا
- يفغيني بوكروفسكي

### المراسلين
- سيرجي أبراموف سوتنيك
- ديمتري كوزمين
- الكسندر زيليزنوف
- إليزافيتا نيكيشوفا
- آنا سولداتوفا
- مارجريتا ايلينا
- ناتاليا كوفاليفا
- رسلان يونيايف
- أولغا ياكونينا
- اناستازيا سافيليفا
- ناتاليا ليوبشينكو
- ماريا أوسادنيك
- كارينا ماكاريان
- سفيتلانا نيمانيس